# Standard Oil
«Standard Oil» — одна з найбільших американських компаній, що спеціалізувалася на видобутку нафти, її транспортуванні, переробці та продажу. Сьогодні наступником «Standard Oil» є «ExxonMobil» — одна з найбільших нафтових компаній світу.

## Історія
Компанія була заснована в 1870 році та була однією з перших транснаціональних компаній до розділу на менші компанії в 1911 році.
Засновником та першим керівником був Джон Рокфеллер; ця компанія зробила його мільярдером та одним з найбагатших людей сучасної історії. Компанія зосереджувалась на переробці, транспортуванні та торгівлі нафтою та продуктами її переробки (видобуток спершу не входив у її пріоритети). Назва компанії означала стандартну якість продукту. Компанія розробила концепцію перемоги над конкурентами шляхом контролю над залізничним постачанням нафти. Вона зацікавила залізниці картельною угодою, за якою лише члени картелю (здебільшого — підприємства «Стандарт ойл») отримували знижки на транспортування, більш того, в разі перевезення нафти інших компаній, залізниці сплачували Рокфеллеру відступні (чверть від вартості перевезень). Швидко стало зрозуміло, що невдовзі залишиться лише один покупець на весь Нафтовий район. «З усіх способів придушення конкуренції, будь-коли спланованих групою американських промисловців, цей був найжорстокіший», — писав біограф Рокфеллера.
У 1879 році Джон Рокфеллер контролював 90 % американських нафтопереробних потужностей.
В 1911 році компанія була розділена Верховним Судом США на 34 менші компанії. Двома з цих компаній були «Jersey Standard» («Standard Oil Company of New Jersey»), що пізніше отримала назву «Exxon», і «Socony» («Standard Oil Company of New York»), що пізніше отримала назву «Mobil». В 1999 році в результаті злиття двох найбільших американських нафтових компаній «Exxon» і «Mobil» постала «ExxonMobil» — найбільша сучасна нафтова корпорація.

## Інтернет-ресурси
- The Dismantling of The Standard Oil Trust [Архівовано 7 лютого 2019 у Wayback Machine.]
- The History of the Standard Oil Co. [Архівовано 24 листопада 2018 у Wayback Machine.] by Ida Tarbell
- Educate Yourself- Standard Oil -- Part I
- Witch-hunting [Архівовано 12 вересня 2018 у Wayback Machine.] for Robber Barons: The Standard Oil Story by Lawrence W. Reed—argues Standard Oil was not a coercive monopoly.
- The Truth About the "Robber Barons" [Архівовано 7 січня 2010 у Wayback Machine.]—arguing that Stand Oil was not a monopoly.
- Google Books: Dynastic America and Those Who Own It [Архівовано 20 серпня 2020 у Wayback Machine.], 2003 (1921), by Henry H. Klein
- Standard Oil Trust original Stock Certificate signed by John. D. Rockefeller, William Rockefeller, Henry M. Flagler and Jabez Abel Bostwick - 1882 [Архівовано 12 вересня 2018 у Wayback Machine.] CHARLES A. WHITESHOT: THE OIL-WELL DRILLER.A HISTORY OF THE WORLD'S GREATEST ENTERPRISE, THE OIL INDUSTRY Publisher: MANNINGTON 1905